# Callosobruchus chinensis

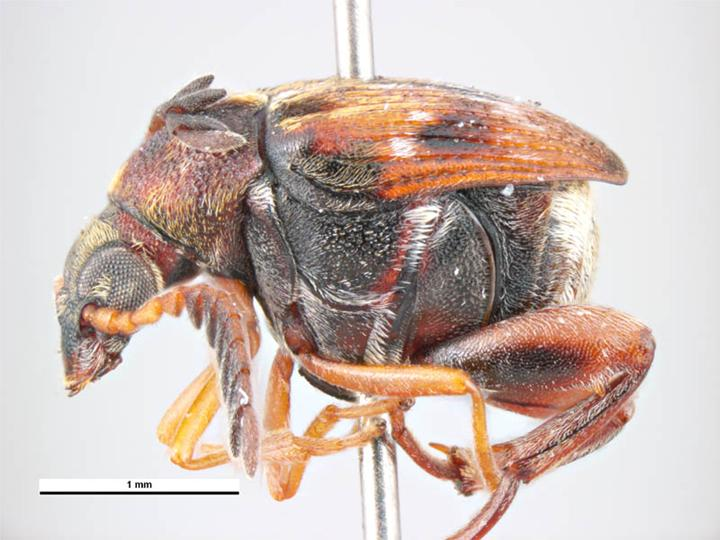
Callosobruchus chinensis ♂

Callosobruchus chinensis ist eine Art aus der Unterfamilie der Samenkäfer (Bruchinae). Sie wurde 1758 von Carl von Linné als Curculio chinensis beschrieben. Die Art ist im Deutschen auch unter dem Trivialnamen „Chinesischer Bohnenkäfer“ bekannt.

## Merkmale
Die Käfer sind etwa 2 bis 2,8 mm lang. Die Flügeldecken sind blass braun gefärbt, mit kleinen medianen dunklen Flecken sowie im hinteren Bereich größere dunkle Flecke. Letztere können verschmolzen sein, so dass der hintere Teil vollständig verdunkelt ist. Am Seitenrand des Hinterleibs befinden sich Bereiche mit weißlichen Borsten (Setae).
Die Art weist einen deutlichen Geschlechtsdimorphismus auf. Die Fühler der Männchen sind gekämmt, die der Weibchen sind gesägt.
Es gibt in beiden Geschlechtern eine geflügelte und eine ungeflügelte Form. Die erste Form tritt insbesondere bei einer hohen Larvendichte und hohen Temperaturen auf. Die geflügelte Form dient der Dispersion (räumliche Verbreitung, Migration) und besitzt gewöhnlich eine höhere Lebenserwartung sowie eine geringere Reproduktionsrate.
Die Larve ist weißlich, mit zurückgebildeten Beinen und einem kleinen Kopf.

## Verbreitung
Die Art hat in Ostasien (China, Japan) ihren Ursprung. Sie wurde durch den Handel mit Hülsenfrüchten in die ganze Welt verschleppt und ist mittlerweile kosmopolitisch verbreitet, insbesondere in den Subtropen und Tropen.

## Lebensweise
Die Larven der Käferart entwickeln sich in den Samen von Hülsenfrüchtlern (Fabaceae) und Lotosblumen (Nelumbo). Bekannte Wirtspflanzen sind Kichererbsen (Ciser), Linsen (Lens), Erbsen (Pisum), Mungbohnen, Augenbohnen, Sojabohnen und Adzukibohnen. Das Weibchen legt ihre Eier an der Oberfläche der Wirtssamen ab. Die Käferlarve bohrt sich in den Samen, wo sie den Samen frisst und sich mehrmals häutet, bevor sie sich nahe der Samenhülle verpuppt. Der fertige Käfer nagt sich durch die Samenhülle ins Freie.

## Natürliche Feinde
Die Käferlarven werden von verschiedenen Erzwespen parasitiert, darunter Anisopteromalus calandrae, Dinarmus basalis und Lariophagus distinguendus.